# Slipning

Principskiss av slipning med ett runt slipverktyg.

Slipning är en typ av skärande bearbetning som jämnar ut en yta. Det kan ha följande olika syften:
- slipning i maskin för att erhålla bestämda mått på en detalj, rund eller plan
- skärpning eller vässning av eggverktyg, se slipsten
- slipning av råmaterialet hos ädelstenar för att ge dem ytterligare lyster, antingen genom fasettslipning eller rundslipning
- bearbetning av trä- och stenmaterial
- förberedelse för målning